# Cutis laxa
De term cutis laxa of pachydermatocele verwijst naar een groep zeldzame erfelijke bindweefselziekten die leiden tot een slappe huid die vaak loshangt in plooien.

## Symptomen
Bij cutis laxa is de huid vaak slap, hangend en gerimpeld, gepaard gaande met een gebrek aan elasticiteit. De aandoening kan gegeneraliseerd of gelokaliseerd zijn. Het is het meest zichtbaar in het gelaat, waardoor er vaak sprake is van ptosis en een vroegtijdig verouderd uiterlijk (acrogerie). Soms zijn de aangedane gebieden verdikt en donkerder.
Er kan ook sprake zijn hypermobiele gewrichten, hetgeen een gevolg is van laxe ligamenten en pezen. In ernstige gevallen zijn ook de inwendige organen (het hart, de longen en darmen) aangetast. Er is dan een verhoogde kans op bijvoorbeeld aneurysma's en emfyseem. Soms zijn er hernia's en is het oogwit (sclera) blauw.

## Oorzaak
In de meeste gevallen is cutis laxa het gevolg van erfelijke aandoening, waarbij het overervingspatroon autosomaal dominant, recessief of X-gebonden kan zijn, maar verworven varianten zijn ook wel beschreven. De aandoening wordt geassocieerd met gebrekkige of afwezige elastische vezels in de extracellulaire matrix.
Bij verworven cutis laxa lijkt er vaak sprake te zijn van een bepaalde trigger, zoals netelroos, medicijngebruik (bijvoorbeeld penicilline) of neoplasma. Verworven cutis laxa kan mogelijk ook een immunologische oorsprong hebben.
Bij de verworven vorm is er ook vaak sprake van andere ziekten, waaronder reumatoïde artritis, systemische lupus erythematodes en coeliakie, en een post-inflammatoire reactie op netelroos. De erfelijke vorm wordt ook gezien in associatie met het syndroom van Ehlers-Danlos en het syndroom van Lenz-Majewski.

## Genetica
Cutis laxa wordt mogelijk veroorzaakt door een mutatie in (een van) de volgende genen: ELN, ATP6V0A2, ATP7A, FBLN4, FBLN5, en PYCR1.

## Behandeling
Er is tot op heden (2019) nog geen behandeling voor cutis laxa, maar het verzachten van symptomen en vroegtijdig identificeren van bijkomende afwijkingen (comorbiditeit) wordt wel geadviseerd. Er zijn geen medicijnen die de ziekte kunnen afremmen. Cosmetische chirurgie is wel een optie, aangezien er meestal geen sprake is van vasculaire fragiliteit.